# Kaple svaté Kláry (Troja)
Kaple svaté Kláry v Troji je barokní kaple z konce 17. století. Stojí na vrcholu vinice nad Trojským zámkem v Praze 7-Troji. Spolu s Vinicí svaté Kláry je od roku 1995 součástí areálu Pražské botanické zahrady.

## Historie
Kapli nechal postavit hrabě Václav Vojtěch ze Šternberka, majitel Trojského zámku, patrně roku 1695. Byla zasvěcena svaté Kláře, patronce a jmenovkyni jeho manželky Kláry Bernardiny. V roce 1924 vyhořela, po obnově získala novou střechu a sanktusník. Poslední opravou prošla v roce 1996. Kaple spadá do farnosti Salesiánského centra v Kobylisích a konají se zde nedělní mše.

## Popis
Kaple je jednoduchá drobná stavba obdélného půdorysu se sedlovou střechou a sanktusníkem s jehlancovou stříškou a křížem. V západním průčelí se nachází vstup do kaple, tvořený jednoduchým obdélným portálem. V bočních stěnách jsou tři polokruhově završená okna.
Interiér tvoří jediná místnost s plochým stropem a výrazným fabionem. Oltář pochází z doby obnovy kaple po požáru v roce 1924. Barokní obraz nad oltářem představuje Nejsvětější trojici s Pannou Marií a s františkánskými světci. Krucifix je z poloviny 18. století.

## Zajímavosti
Vypráví se, že jeden čas v kapli strašilo - téměř pravidelně vždy okolo půlnoci se rozezněl ve věžičce zvon. Po čase se vysvětlilo, že opička ze zoologické zahrady našla díru v oplocení a při svých nočních výletech se chodila houpat na provaz od zvonu.